# هوملو
هوملو (به هلندی: Hummelo) یک منطقهٔ مسکونی در هلند است که در برونک‌هورست واقع شده‌است. هوملو ۱٬۳۷۰ نفر جمعیت دارد.